# 庫拉雷韋
39°21′S 71°35′W / 39.350°S 71.583°W

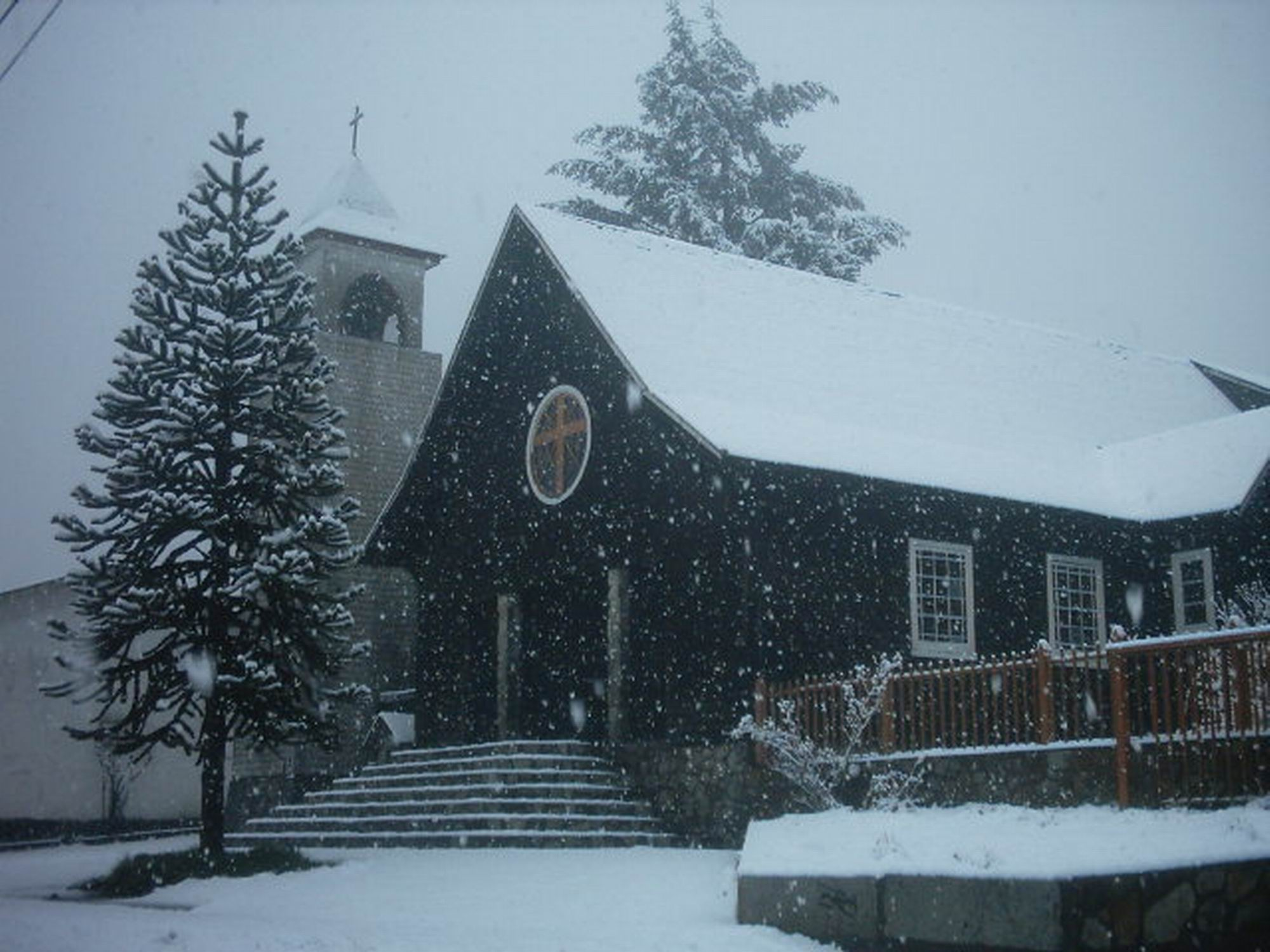

庫拉雷韋（西班牙語：Curarrehue），是智利的城鎮，位於該國南部阿勞卡尼亞大區的考丁省，始建於1981年，面積1,170.7平方公里，海拔高度406米，2012年人口6,624人，人口密度每平方公里5.7人。